# Delfino.cr
Delfino.cr es un periódico digital costarricense de circulación diaria dirigido y gerenciado por el comunicador y escritor Diego Delfino Machín, publicado desde Rohrmoser, dedicado a la cobertura periodística tradicional, la curaduría noticiosa y el control político de las autoridades gubernamentales.

## Historia
Delfino.cr nació inicialmente en 2017 como una lista de distribución de correos a la que Diego Delfino enviaba cada día un resumen de los acontecimientos más importantes del día previo, con su propio punto de vista. Posteriormente, el medio evolucionó en mayo del 2018 hasta convertirse en un diario con cobertura noticiosa diaria, generando contenidos propios pero manteniendo el reporte denominado Las noticias de ayer, hoy donde publica la curaduría de las noticias.
El medio subsiste a base de publicidad y suscripciones a contenido premium con un precio que va de los $5 mensuales a $50 anuales. Según el ranking de Alexa, el medio se encuentra entre los más leídos dentro de Costa Rica.
Junto a CRHoy.com tuvo un papel importante durante la cobertura noticiosa del cementazo, un caso de corrupción que involucró figuras de los tres poderes de la República de Costa Rica. Asimismo, en marzo del 2018, develó que el entonces candidato presidencial de Restauración Nacional, Fabricio Alvarado, había viajado en un helicóptero registrado a nombre de Andarimar en Salitral AES S.A., sociedad que fue liderada en vida por Doris Yankelewitz Berger, hermana de Samuel Yankelewitz y quien en vida fuera esposa de Luis Alberto Monge, presidente de Costa Rica entre 1982-1986.
Dicha publicación develó un nexo entre el caso del cementazo y el caso Yanber, este último referido a estafas contra más de una decena de entidades bancarias al haber solicitado y obtenido créditos usando información financiera falsa y alterada.
En 2019 Delfino.cr ganó el premio de periodismo Nacional Pio Víquez (en conjunto con el sitio Doble Check), otorgado por el Ministerio de Cultura de Costa Rica.

## Polémicas
En marzo de 2019 la expresidenta del Banco de Costa Rica, Paola Mora Tuminelli amenazó al medio de comunicación con acciones legales de luego que en una de sus publicaciones se afirmara que ella había mentido respecto al no haber viajado en el helicóptero del empresario Juan Carlos Bolaños Rojas, dueño de la empresa Sinocem de Costa Rica que es el centro del caso del cementazo.

## Plana mayor
| Director y gerente | Diego Delfino Machín |
| Jefe de Redacción  | Luis Manuel Madrigal |
| Jefe de Diseño     | Daniel Cruz          |
| Jefe de Fotografía | Eduardo Carmona      |
| Jefe de Deportes   | Luis Diego Sánchez   |

## Secciones
Además de la cobertura noticiosa nacional e internacional habitual, Delfino.cr publica contenidos no tradicionales en distintas secciones que denomina "canales": 
- A Fondo: Reportajes y noticias a profundidad.
- Cívica 2.0: Notas explicativas sobre las instituciones públicas de Costa Rica y su funcionamiento.
- Quiero Entender: Explicación de acontecimientos complejos.
- Lo Personal es Lo Político: Entrevistas a figuras y personajes de la política de Costa Rica.
- Barra de Prensa: Crónicas de lunes a jueves sobre la labor de los diputados en la Asamblea Legislativa.
- Asamblea: Plataforma ciudadana de seguimiento y control de la labor legislativa.
- Sonorama: Podcast y versión en audio de "Las noticias de ayer, hoy".
- Panorámica: Infográficos semanales.

## Columnistas
El medio tiene una extensa lista de columnistas, en su mayoría mujeres:
- Lucía Álvaro Cantero
- César Rodríguez Barrantes
- Carlos Faerron Guzmán
- Sol Echeverría Hine
- María Inés Solís
- Francisco Robles Rivera
- Diego González Fernández
- Sara Cognuck
- José Daniel Lara
- Laura Astorga
- Jonathan Acuña
- Thais Aguilar Zúñiga
- Alejandra Montiel
- Natiuska Traña
- Silvia Hernández Sánchez
- Catalina Murillo
- Mónica Araya
- Álvaro Cedeño Molinari
- Alexánder Jiménez Matarrita
- Marysela Zamora
- Edgardo Araya Sibaja
- Adriana Fernández Calderón
- Felipe Guevara Leandro
- Sylvia Arias Penón